# Sebastián Ubilla
Sebastián Andrés Ubilla Cambon, né le 9 août 1990 à Quilpué, est un footballeur international chilien, qui évolue au poste d'attaquant à Universidad de Chile.

## Biographie

### En club
Le 23 mars 2012, il inscrit avec l'équipe des Santiago Wanderers, un triplé dans le championnat du Chili, sur la pelouse de l'Universidad Concepcion (victoire 2-5).
Sebastián Ubilla est demi-finaliste de la Copa Libertadores en 2012 avec le club de l'Universidad de Chile.

### En équipe nationale
Sebastián Ubilla reçoit trois sélections en équipe du Chili entre 2011 et 2013. Toutefois, seulement deux sont reconnues par la FIFA.
Il joue son premier match en équipe nationale le 21 décembre 2011, contre le Paraguay (victoire 3-2). Il joue son deuxième match le 15 janvier 2013, contre le Sénégal (victoire 2-1). Il dispute sa dernière rencontre face à Haïti le 20 janvier 2013 (victoire 3-0). 
Il ne dispute que des matchs amicaux avec le Chili.

## Palmarès
- Vainqueur de la Coupe du Chili en 2013 et 2015 avec l'Universidad de Chile
- Vainqueur de la Supercoupe du Chili en 2015 avec l'Universidad de Chile